# 셰브론 챔피언십
셰브론 챔피언십(구 ANA 인스퍼레이션)는 다섯 개의 여자 프로 골프 메이저 대회 중 하나이다. LPGA 투어 경기로서 캘리포니아주 랜초미라지 미션 힐스 컨트리 클럽에서 개최된다.
이 대회는 1972년 가수 디나 쇼어가 창설하였으며, 1983년 메이저 대회로 승격되었다. 창설 이후 매년 캘리포니아주 랜초미라지의 미션 힐스 컨트리 클럽(Mission Hills Country Club)에서 열리고 있다. 첫 번째로 열리는 메이저 대회로서 주로 3월 말이나 4월 초에 진행된다. 현재 스폰서는 전일본공수(ANA)이며, IMG가 대회를 운영하고 있다.
1988년부터, 우승자는 전통적으로 18번홀 그린 옆에 있는 연못에 뛰어드는 것으로 자신의 우승을 축하한다. 이 연못은 챔피언 호수 또는 "포피 폰드"로 알려져 있는데, 1994년부터 2008년까지 대회 감독관을 지낸 테리 윌콕스를 기리며 붙여진 것으로, 윌콕스는 그의 손자들에게 "포피"라고 불렸다.

## 역대 우승자
| 연도 | 날짜               | 우승자               | 국적           | 점수        | 점수 | 파  | 2위와의 차이 | 총상금 ($) | 우승자 상금 ($) |
| ---- | ------------------ | -------------------- | -------------- | ----------- | ---- | --- | ------------ | ---------- | --------------- |
| 2019 | 4월 4일–7일        | 고진영               | 대한민국       | 69-71-68-70 | 278  | −10 | 3타          | 3,000,000  | 450,000         |
| 2018 | 3월 29일 – 4월 2일 | 페르닐라 린드베리    | 스웨덴         | 65-67-70-71 | 273  | −15 | 플레이오프   | 2,800,000  | 420,000         |
| 2017 | 3월 30일 – 4월 2일 | 유소연               | 대한민국       | 68-69-69-68 | 274  | −14 | 플레이오프   | 2,700,000  | 405,000         |
| 2016 | 3월 31일 – 4월 3일 | 리디아 고            | 뉴질랜드       | 70-68-69-69 | 276  | −12 | 1타          | 2,600,000  | 390,000         |
| 2015 | 4월 2일 – 5일      | 브리터니 린시컴 (2)  | 미국           | 72-68-70-69 | 279  | −9  | 플레이오프   | 2,500,000  | 375,000         |
| 2014 | 4월 3일 – 6일      | 렉시 톰슨            | 미국           | 73-64-69-68 | 274  | −14 | 3타          | 2,000,000  | 300,000         |
| 2013 | 4월 4일 – 7일      | 박인비               | 대한민국       | 70-67-67-69 | 273  | −15 | 4타          | 2,000,000  | 300,000         |
| 2012 | 3월 29일 – 4월 1일 | 유선영               | 대한민국       | 69-69-72-69 | 279  | −9  | 플레이오프   | 2,000,000  | 300,000         |
| 2011 | 3월 31일 – 4월 3일 | 스테이시 루이스      | 미국           | 66-69-71-69 | 275  | −13 | 3타          | 2,000,000  | 300,000         |
| 2010 | 4월 1일 – 4일      | 청야니               | 대만           | 69-71-67-68 | 275  | −13 | 1타          | 2,000,000  | 300,000         |
| 2009 | 4월 2일 – 5일      | 브리타니 린시컴      | 미국           | 66-74-70-69 | 279  | −13 | 1타          | 2,000,000  | 300,000         |
| 2008 | 4월 3일 – 6일      | 로레나 오초아        | 멕시코         | 68-71-71-67 | 277  | −13 | 5타          | 2,000,000  | 300,000         |
| 2007 | 3월 29일 – 4월 1일 | 모건 프레셀          | 미국           | 74-72-70-69 | 285  | −13 | 1타          | 2,000,000  | 300,000         |
| 2006 | 3월 30일 – 4월 2일 | 카리 웹 (2)          | 오스트레일리아 | 70-68-76-65 | 279  | −13 | 플레이오프   | 1,800,000  | 270,000         |
| 2005 | 3월 24일 – 27일    | 안니카 소렌스탐 (3)  | 스웨덴         | 70-69-66-68 | 273  | −13 | 8타          | 1,800,000  | 270,000         |
| 2004 | 3월 25일 – 28일    | 박지은               | 대한민국       | 72-69-67-69 | 277  | −11 | 1타          | 1,600,000  | 240,000         |
| 2003 | 3월 27일 – 30일    | 파트리샤 므니에 르부 | 프랑스         | 70-68-70-73 | 281  | −7  | 1타          | 1,600,000  | 240,000         |
| 2002 | 3월 28일 – 31일    | 안니카 소렌스탐 (2)  | 스웨덴         | 70-71-71-68 | 280  | −8  | 1타          | 1,500,000  | 225,000         |
| 2001 | 3월 22일 – 25일    | 안니카 소렌스탐      | 스웨덴         | 72-70-70-69 | 281  | −7  | 3타          | 1,500,000  | 225,000         |

## 국적별 우승자
| 국적           | 승수 |
| -------------- | ---- |
| 미국           | 21   |
| 대한민국       | 5    |
| 스웨덴         | 4    |
| 오스트레일리아 | 2    |
| 프랑스         | 1    |
| 멕시코         | 1    |
| 대만           | 1    |
| 뉴질랜드       | 1    |